# Lepidium angolense
Lepidium angolense är en korsblommig växtart som beskrevs av Bengt Edvard Jonsell. Lepidium angolense ingår i släktet krassingar, och familjen korsblommiga växter. Inga underarter finns listade i Catalogue of Life.